# Rusko na Letních olympijských hrách 2008
Rusko na Letních olympijských hrách 2008 v Pekingu reprezentovalo 462 sportovců, z toho 237 mužů a 225 žen. Nejmladším účastníkem byla Olga Dětěňuková (15 let, 52 dní), nejstarší pak Taťjana Miloserdovová (48 let, 218 dní) . Reprezentanti vybojovali 73 medailí, z toho 23 zlatých, 21 stříbrných a 29 bronzových.

## Medailisté
| Medaile | Jméno | Sport                   | Disciplína                             |
| ------- | --- | ----------------------- | -------------------------------------- |
| Zlato   | Nazir Mankijev | Zápas                   | Muži řecko-římský do 55 kg             |
| Zlato   | Islambek Albijev | Zápas                   | Muži řecko-římský do 60 kg             |
| Zlato   | Aslanbek Chuštov | Zápas                   | Muži řecko-římský do 96 kg             |
| Zlato   | Valerij Borčin | Atletika                | Muži chůze na 20 km                    |
| Zlato   | Svetlana Bojková Aida Šanajevová Jevgenija Lamonovová Viktorija Nikišinová | Šerm                    | Družstvo žen fleret                    |
| Zlato   | Jelena Dementěvová | Tenis                   | Ženy dvouhra                           |
| Zlato   | Gulnara Galkinová | Atletika                | Ženy 3000 metrů steeplechase           |
| Zlato   | Jelena Isinbajevová | Atletika                | Ženy skok o tyči                       |
| Zlato   | Mavlet Batyrov | Zápas                   | Muži volný styl do 60 kg               |
| Zlato   | Andrej Silnov | Atletika                | Muži skok vysoký                       |
| Zlato   | Larisa Ilčenková | Plavání                 | Ženy maratón 10 km                     |
| Zlato   | Anastasija Davydovová Anastasija Jermakovová | Synchronizované plavání | Ženy dvojice                           |
| Zlato   | Buvajsar Sajtijev | Zápas                   | Muži volný styl do 74 kg               |
| Zlato   | Olga Kaniskinová | Atletika                | Ženy chůze na 20 km                    |
| Zlato   | Širvan Muradov | Zápas                   | Muži volný styl do 96 kg               |
| Zlato   | Andrej Mojsejev | Moderní pětiboj         | Muži                                   |
| Zlato   | Jevgenija Poljakovová Alexandra Fedorivová Julija Guščinová Julija Čermošanská | Atletika                | Ženy štafeta 4 × 100 metrů             |
| Zlato   | Maxim Opalev | Kanoistika              | Muži C1 500 metrů                      |
| Zlato   | Anastasija Davydovová Anastasija Jermakovová Marija Gromovová Natalija Iščenková Elvira Chaskanovová Olga Kuželová Jelena Ovčinnikovová Anna Šorinová Světlana Romašinová                                                                                             | Synchronizované plavání | Družstvo žen                           |
| Zlato   | Jevgenija Kanajevová | Moderní gymnastika      | Ženy víceboj – jednotlivci             |
| Zlato   | Rachim Čachkijev | Box                     | Muži těžká váha do 91 kg               |
| Zlato   | Margarita Alijčuková Anna Gavrilenková Taťjana Gorbunovová Jelena Posevinová Darja Škuriginová Natalja Zujevová | Moderní gymnastika      | Družstvo žen                           |
| Zlato   | Alexej Tiščenko | Box                     | Muži lehká váha do 60 kg               |
| Zlato   | Bachtyjar Achmedov | Zápas                   | Muži volný styl do 120 kg              |
| Stříbro | Chasan Barojev | Zápas                   | Muži řecko-římský do 120 kg            |
| Stříbro | Dmitrij Sautin Jurij Kunakov | Skoky do vody           | Muži synchronizované skoky z prkna 3 m |
| Stříbro | Julija Pachalinová Anastasija Pozdňakovová | Skoky do vody           | Ženy synchronizované skoky z prkna 3 m |
| Stříbro | Ljubov Galkina | Sportovní střelba       | Ženy vzduchová puška na 10 m           |
| Stříbro | Natalia Paderina | Sportovní střelba       | Ženy vzduchová pistole na 10 m         |
| Stříbro | Danila Izotov Jevgenij Lagunov Nikita Lobincev Alexandr Suchorukov Michail Polisčuk (pouze v rozplavbách) | Plavání                 | Muži štafeta 4 x 200 m volný způsob    |
| Stříbro | Marina Šajnovová | Vzpírání                | Ženy 58 kg                             |
| Stříbro | Oxana Slivenková | Vzpírání                | Ženy 69 kg                             |
| Stříbro | Dinara Safinová | Tenis                   | Ženy dvouhra                           |
| Stříbro | Alena Kartašova | Zápas                   | Ženy volný styl do 63 kg               |
| Stříbro | Julija Pachalinová | Skoky do vody           | Ženy prkno 3 m                         |
| Stříbro | Taťjana Lebeděvová | Atletika                | Ženy trojskok                          |
| Stříbro | Dmitrij Klokov | Vzpírání                | Muži 105 kg                            |
| Stříbro | Jevgenij Čigišev | Vzpírání                | Muži +105 kg                           |
| Stříbro | Marija Abakumovová | Atletika                | Ženy hod oštěpem                       |
| Stříbro | Taťjana Lebeděvová | Atletika                | Ženy skok daleký                       |
| Stříbro | Jevgenij Lukjaněnko | Atletika                | Muži skok o tyči                       |
| Stříbro | Alexandr Kostoglod Sergej Ulegin | Kanoistika              | Muži C-2 500 m                         |
| Stříbro | Jekatěrina Andrjušinová Irina Bliznovová Jelena Dmitrijevová Anna Karejevová Jekatěrina Marennikovová Jelena Poljonovová Irina Poltorackaja Ljudmila Postnovová Oksana Romenskaja Natalija Šipilovová Marija Sidorovová Inna Suslinová Emilija Turejová Jana Uskovová | Házená                  | Turnaj žen                             |
| Stříbro | Julija Guščinová Ljudmila Litvinovová Taťjana Firovová Anastasija Kapačinská Jelena Migunovová (rozběh) Taťjana Veškurovová (rozběh) | Atletika                | Ženy štafeta 4 × 400 m                 |
| Bronz   | Dmitrij Dobroskok Gleb Galperin | Skoky do vody           | Muži věž 10 m                          |
| Bronz   | Alexej Alipov | Sportovní střelba       | Muži trap                              |
| Bronz   | Arkadij Vjatčanin | Plavání                 | Muži 100 m znak                        |
| Bronz   | Arkadij Vjatčanin | Plavání                 | Muži 200 m znak                        |
| Bronz   | Vladimir Isakov | Sportovní střelba       | Muži pistole na 50 m                   |
| Bronz   | Michail Kuzněcov Dmitrij Larionov | Kanoistika              | Muži C2 slalom                         |
| Bronz   | Bair Badënov | Lukostřelba             | Muži jednotlivci                       |
| Bronz   | Nadězda Jevsťjuchinová | Vzpírání                | Ženy 75 kg                             |
| Bronz   | Taťjana Černovová | Atletika                | Ženy sedmiboj                          |
| Bronz   | Věra Zvonarevová | Tenis                   | Ženy dvouhra                           |
| Bronz   | Anton Golocuckov | Sportovní gymnastika    | Muži prostná                           |
| Bronz   | Chadžimurat Akkajev | Vzpírání                | Muži 94 kg                             |
| Bronz   | Jekatěrina Volkovová | Atletika                | Ženy 3000 metrů steeplechase           |
| Bronz   | Anton Golocuckov | Sportovní gymnastika    | Muži přeskok                           |
| Bronz   | Dmitrij Lapikov | Vzpírání                | Muži 105 kg                            |
| Bronz   | Světlana Feofanovová | Atletika                | Ženy skok o tyči                       |
| Bronz   | Besik Kuduchov | Zápas                   | Muži volný styl do 55 kg               |
| Bronz   | Michail Ignaťjev Alexej Markov | Cyklistika              | Muži Madison                           |
| Bronz   | Jaroslav Rybakov | Atletika                | Muži skok vysoký                       |
| Bronz   | Giorgi Ketojev | Zápas                   | Muži volný styl do 84 kg               |
| Bronz   | Děnis Nižegorodov | Atletika                | Muži chůze na 50 km                    |
| Bronz   | Georgij Balakšin | Box                     | Muži váha muší do 52 kg                |
| Bronz   | Irina Kalentijevová | Cyklistika              | Ženy cross-country                     |
| Bronz   | Maxim Dyldin Vladislav Frolov Anton Kokorin Děnis Alexejev | Atletika                | Muži štafeta 4 × 400 m                 |
| Bronz   | Světlana Abrosimovová Becky Hammon Marina Karpuninová Ilona Korstinová Marina Kuzinová Jekatěrina Lisinová Irina Osipovová Oxana Rachmatulinová Taťjana Šjogolevová Irina Sokolovskaja Marija Stepanovová Natalija Vodopjnovová                                       | Basketbal               | Turnaj žen                             |
| Bronz   | Anna Čičerovová | Atletika                | Ženy skok vysoký                       |
| Bronz   | Gleb Galperin | Skoky do vody           | Muži věž 10 m                          |
| Bronz   | Alexandr Kornějev Semjon Poltavskij Alexandr Kosarev Sergej Grankin Sergej Teťjuchin Vadim Chamutckich Jurij Berežko Alexej Ostapenko Alexandr Volkov Alexej Verbov Maxim Michajlov Alexej Kulešov                                                                    | Volejbal                | turnaj mužů                            |
| Bronz   | Alexandr Kolobněv | Cyklistika              | Muži silniční závod jednotlivců        |